# Abram Deborin
Abram Moiseyevich Deborin (Joffe) (em russo:  Абра́м Моисе́евич Дебо́рин Ио́ффе; Kaunas, 16 de junho [Calend. juliano: 4 de junho] 1881 – 8 de março de 1963) foi um filósofo marxista soviético e acadêmico da Academia Soviética de Ciências (1929).
Entrando no movimento revolucionário no final dos anos 1890, Deborin juntou-se à facção bolchevique do Partido Operário Social-Democrata da Rússia em 1903. Em 1907, porém, ele mudou para a facção menchevique e ficou conhecido como um dos discípulos de Georgi Plekhanov, ambos em política e filosofia. Em 1908, Deborin se formou no departamento de filosofia da Universidade de Berna (L. I. Akselrod havia recebido seu doutorado lá em 1900). Ele logo começou a publicar grandes livros e artigos sobre filosofia de uma perspectiva marxista.

## Depois da Revolução Russa
Logo após a Revolução de Outubro de 1917, Deborin deixou os mencheviques e começou a dar palestras na Universidade de Sverdlov, no "Institute of Red Professors" e no Instituto de Filosofia. Ele logo assumiu os deveres editoriais na revista Under the Banner of Marxism, que ele chefiou de 1926-1931. Deborin entrou para o Partido Comunista em 1928. Após a Revolução de Outubro de 1917, a filosofia soviética se dividiu entre duas facções: os "dialéticos", liderados por Deborin, e "mecanicistas", cuja principal figura era o filósofo Lyubov Akselrod (o então proeminente líder bolchevique Bukharin era visto como um aliado dos "mecanicistas", embora não concordasse inteiramente com eles).

## Sob Stalin
Em 1931, Joseph Stalin decidiu a questão do debate entre dialéticos e mecanicistas publicando um decreto que identificou o materialismo dialético como pertencente unicamente ao marxismo-leninismo. Ele então codificou em Materialismo dialético e histórico (1938), enumerando as "leis da dialética", que são os fundamentos de determinadas disciplinas e em particular da ciência da história, e que garante sua conformidade com a "concepção proletária do mundo". Assim, o materialismo dialético foi imposto à maioria dos partidos comunistas filiados à Terceira Internacional. O materialismo dialético tornou-se a filosofia oficial da União Soviética e permaneceu como tal até a sua dissolução. Quando Stalin decidiu em favor do materialismo dialético, Deborin demonstrou apoio à posição de Stalin. Por alguns anos, Deborin manteve um perfil discreto e a maioria de seus escritos foram suprimidos. No entanto, ele viveu o suficiente para ver todos os seus trabalhos republicados na União Soviética durante o "degelo" sob Nikita Khrushchev.